# Argoules
Argoules är en kommun i departementet Somme i regionen Hauts-de-France i norra Frankrike. Kommunen ligger i kantonen Rue som tillhör arrondissementet Abbeville. År 2022 hade Argoules 324 invånare.

## Befolkningsutveckling
Antalet invånare i kommunen Argoules
| Referens: INSEE |